# Wanja Stambolowa
Wanja Stambolowa (bulgarisch Ваня Стамболова, je nach Transkription auch Vania, Vanja oder Vanya Stambolova; * 28. November 1983 in Warna) ist eine ehemalige bulgarische Leichtathletin, die sich auf den Sprint und Hürdenlauf, insbesondere über die 400-Meter-Distanz, spezialisiert hat. Ihren größten Erfolg feierte sie mit dem Europameistertitel über 400 m im Jahr 2006.

## Sportliche Laufbahn
Erste Erfahrungen bei internationalen Meisterschaften sammelte Wanja Stambolowa bei den 1999 erstmals ausgetragenen Jugendweltmeisterschaften in Bydgoszcz, bei denen sie mit 64,56 s in der ersten Runde im 400-Meter-Hürdenlauf ausschied. 2005 siegte sie in 58,41 s bei den Balkan-Meisterschaften in Novi Sad, ehe sie bei den Weltmeisterschaften in Helsinki mit 58,99 s in der ersten Runde ausschied. Daraufhin nahm sie erstmals an der Sommer-Universiade in Izmir teil und konnte dort ihren Vorlauf nicht beenden. Im Jahr darauf siegte sie in 51,06 s im 400-Meter-Lauf bei den Balkan-Hallenmeisterschaften in Peania und gewann anschließend mit neuem bulgarischen Landesrekord von 50,21 s die Silbermedaille bei den Hallenweltmeisterschaften in Moskau hinter der Russin Olessja Krasnomowez. Auch im Freien verbesserte sie sich deutlich und blieg mehrere Male unter 50 Sekunden über 400 Meter und siegte im August in 49,85 s bei den Europameisterschaften in Göteborg. Anschließend belegte sie beim IAAF World Athletics Final in Stuttgart in 51,48 s den achten Platz über 400 m und wurde dann beim IAAF World Cup in Athen in 50,09 s Zweite hinter der US-Amerikanerin Sanya Richards und wurde in der 4-mal-400-Meter-Staffel in 3:22,35 min Vierte. Im Januar 2007 wurde sie bei einer unangekündigten Trainingskontrolle positiv auf Testosteron getestet und wegen dieses Verstoßes gegen die Dopingbestimmungen für zwei Jahre gesperrt.
Nach Ablauf ihrer Sperre siegte sie 2009 in 55,30 s bei den CISM-Militär-Weltmeisterschaften in Sofia über 400 m Hürden und gewann in 51,47 s die Silbermedaille über 400 m. Anschließend siegte sie in 55,14 s über die Hürden bei der Sommer-Universiade in Belgrad und schied dann bei den Weltmeisterschaften in Berlin mit 56,12 s im Halbfinale aus. Im Jahr darauf gewann sie bei den Hallenweltmeisterschaften in Doha in 51,50 s erneut die Silbermedaille über 400 m, diesmal hinter der US-Amerikanerin Debbie Dunn. Ende Juli lief sie im Finale der Europameisterschaften in Barcelona neuen bulgarischen Landesrekord von 53,82 s über die Hürden und gewann damit die Silbermedaille hinter der Russin Natalja Antjuch. Daraufhin wurde sie beim IAAF Continental Cup in Split in 54,89 s Dritte hinter der Jamaikanerin Nickiesha Wilson und Muizat Ajoke Odumosu aus Nigeria. 2011 wurde sie bei den Halleneuropameisterschaften in Paris in 52,58 s Vierte und Anfang Juni steigerte sie den Landesrekord im Hürdenlauf auf 53,68 s. Anfang Juli siegte sie in 54,23 s bei den Balkan-Meisterschaften in Sliwen und anschließend belegte sie bei den Weltmeisterschaften in Daegu mit 54,23 s im Finale den sechsten Platz. Im Jahr darauf siegte sie in 52,36 s über 400 Meter bei den Balkan-Hallenmeisterschaften in Istanbul und belegte in 2:05,62 min den vierten Platz im 800-Meter-Lauf und kurz darauf gelangte sie bei den Hallenweltmeisterschaften ebendort mit 51,99 s auf Rang vier über 400 m. Im Sommer nahm sie dann an den Olympischen Sommerspielen in London teil und kam dort im Vorlauf über 400 m Hürden nicht ins Ziel. 
2013 siegte sie in 56,21 s über die Hürden bei den Balkan-Meisterschaften in Stara Sagora und gewann zudem in 53,70 s die Bronzemedaille über 400 m und belegte mit der bulgarischen 4-mal-400-Meter-Staffel in 3:40,73 min den vierten Platz. Anschließend gelangte sie bei den Weltmeisterschaften in Moskau bis ins Halbfinale über die Hürden und schied dort mit 56,58 s aus. Im Jahr darauf startete sie über 800 m bei den Europameisterschaften in Zürich und klassierte sich dort mit 2:00,91 min auf dem siebten Platz. 2015 gewann sie bei den Balkan-Hallenmeisterschaften in Istanbul in 2:06,14 min die Bronzemedaille über 800 m und gewann dann im Oktober in 57,45 s die Bronzemedaille über die Hürden bei den Militärweltspielen im südkoreanischen Mungyeong hinter der Bahrainerin Kemi Adekoya und Hanna Ryschykowa aus der Ukraine. Zudem konnte sie Rennen über 800 m nicht in der ersten Runde nicht beenden. 2016 wurde sie bei den Europameisterschaften in Amsterdam in der Vorrunde disqualifiziert und beendete daraufhin vorerst ihre aktive Laufbahn. 2019 trat sie ein letztes Mal bei den Militärweltspielen in Wuhan an und belegte dort in 62,77 s den siebten Platz über 400 m Hürden und schied im 400-Meter-Lauf in der Vorrunde aus und beendete daraufhin ihre Karriere im Alter von 35 Jahren.
In den Jahren 2002, 2005 und 2006 sowie 2015 wurde Stambolowa bulgarische Meisterin im 400-Meter-Hürdenlauf sowie 2014 über 400 und 800 Meter. Zudem wurde sie 2014 und 2015 Hallenmeisterin über 400 und 800 Meter.

## Persönliche Bestleistungen
- 200 Meter: 22,81 s (+0,4 m/s), 25. Juni 2006 in Plowdiw
  - 200 Meter (Halle): 23,51 s, 4. Februar 2006 in Sofia
- 400 Meter: 49,53 s, 27. August 2006 in Rieti (bulgarischer Rekord)
  - 400 Meter (Halle): 50,21 s, 12. März 2006 in Moskau (bulgarischer Rekord)
- 800 Meter: 2:00,91 min, 16. August 2014 in Zürich
  - 800 Meter (Halle): 2:02,03 min, 21. Januar 2012 in Wien
- 400 m Hürden: 53,68 s, 5. Juni 2011 in Rabat (bulgarischer Rekord)